# 本田朱里
本田 朱里（ほんだ しゅり、2000年12月7日 - ）は、日本の女子バスケットボール選手である。ポジションはパワーフォワード。Wリーグのアランマーレ秋田所属。

## 来歴
福島県出身。
郡山商業高校から専大に進学。
2023年、新潟アルビレックスBBラビッツに加入。
2025年、新潟を退団。アランマーレ秋田に移籍。